# Adnan Džafić
Adnan Džafić (Visoko, 10 maggio 1990) è un calciatore bosniaco, centrocampista dello Sloboda Tuzla.

## Caratteristiche tecniche
Gioca come trequartista, ma è stato utilizzato anche come ala.

## Carriera

### Inizi
Prima di andare in Repubblica Ceca, Adnan Džafić ha giocato nelle giovanili della squadra bosniaca della sua città, il Bosnia Visoko.  Nel gennaio 2010, il suo trasferimento programmato nel top-club croato, Dinamo Zagabria, non ha avuto luogo, dopodiché Džafić voleva smettere di giocare a calcio.  Suo padre gli ha parlato di un interessamento da parte del club ceco di seconda lega, ovvero il Čáslav,  a gennaio e Adnan ha accettato l'offerta. A Čáslav si è adattato nel mondo del calcio e ha imparato il ceco.

#### Taborsko
Nel giugno 2012, dopo un cambio di proprietà nell'FK Caslav ha deciso di trasferirsi in un'altra squadra della seconda lega, il Taborsko. Qui si è gradualmente fatto notare fino a diventare un titolare inamovibile della squadra.

#### Zlín
Grazie alla sua prestazione sul campo ha attirato i dirigenti delle squadre ceche della prima lega.  Nel giugno 2017 si è concluso il suo trasferimento nell'FC Fastav Zlín, firmando un contratto triennale. Il 23 giugno seguente con la squadra di Zlín ha vinto un trofeo, la prima Supercoppa ceca-slovacca (dopo la conquista di Slovan Bratislava).

#### Boleslav
A gennaio 2019 si accasa in prestito al Boleslav.

#### Rientro a Zlín
Al termine della stagione 2018-2019 ritorna nel Trinity Zlín.